# 8267 Kiss
8267 Kiss è un asteroide della fascia principale. Scoperto nel 1986, presenta un'orbita caratterizzata da un semiasse maggiore pari a 2,3169260 au e da un'eccentricità di 0,1526344, inclinata di 3,19237° rispetto all'eclittica.